# Варшавский, Вадим Евгеньевич
Вадим Евгеньевич Варша́вский (род. 30 апреля 1961, поселок Кедровка, Кемеровская область) — российский предприниматель, депутат Государственной Думы IV и V созывов (партия «Единая Россия»).

## Биография
В 1983 году окончил Московский горный институт по специальности «горный инженер». В 1991 году окончил Высшую школу управления при Государственной академии управления им. Серго Орджоникидзе по специальности «организатор управления внешнеэкономической деятельностью». Кандидат технических наук, доктор экономических наук.
- В 1983—1988 годах — начальник горного участка, горный мастер разреза «Нерюнгринский» производственного объединения «Якутуголь».
- В 1988—1989 годах — главный инженер Павловского угольного разреза производственного объединения «Приморскуголь».
- В 1989—1990 годах — начальник планово-экономического отдела НПО «Полимербыт».
- В 1990—1992 годах — заместитель экономического директора редакции «Независимой газеты».
- В 1992—1995 годах — директор АОЗТ «АРС-С1».
- В 1995—1997 годах — генеральный директор ЗАО «Инвестиционная компания „МирИнвест“».
- В 1997—1998 годах — генеральный директор ОАО «Пиннекл мир инвест».
- В 1998—2000 годах — президент ОАО «Нефтяная компания „Эвихон“».
- В 2000—2000 годах — первый вице-президент, управляющий директор ОАО «Московская нефтяная компания».
- В 2000—2003 годах — президент ОАО «Красноярсккрайуголь».
- В 2003—2004 годах — генеральный директор ЗАО «Управляющая компания „Русский уголь“».
- В 2004—2005 годах — председатель Совета директоров ООО «Эстар».
- В 2005—2007 годах — депутат Государственной Думы четвёртого созыва, член комитета Госдумы по промышленности, строительству и наукоемким технологиям.
- В 2007—2011 годах — депутат Государственной Думы пятого созыва от партии «Единая Россия», член комитета Госдумы по промышленности.
  - Избран на дополнительных выборах в ГД РФ по одномандатному округу 144 10 октября 2005 года, назначенных в связи с гибелью депутата Владимира Литвинова.
- С 2012 года — генеральный директор ООО «Управляющая компания „Русский агропромышленный трест“», а также председатель совета директоров «ДонБиоТех».

## Уголовное преследование
- 23 марта 2018 года был арестован по обвинению в хищении 2,8 млрд рублей у банка Петрокоммерц[2].
- 5 декабря 2019 года Варшавский В. Е. был осужден на три с половиной года за неуплату налогов Ростовского электрометаллургического завода[3].
- В сентябре 2021 года суд приговорил его к 7 годам тюрьмы за хищение 2,5 миллиардов рублей у банка «Петрокоммерц»[4].

### Семья
- Жена — Варшавская Елена Алексеевна.
  - В браке родились дочери: Евгения и Анна — обе выпускницы МГИМО, замужем.
  - Бывший зять: режиссёр Сарик Андреасян.
    - Внуки: Юлия, Леонард, Георгий, Арнольд.

## Награды
- Нагрудный знак «Шахтерская слава» II, III степени.
- Медаль «В память 850-летия Москвы»
- Почетная грамота Государственной Думы России